# Josef Resch

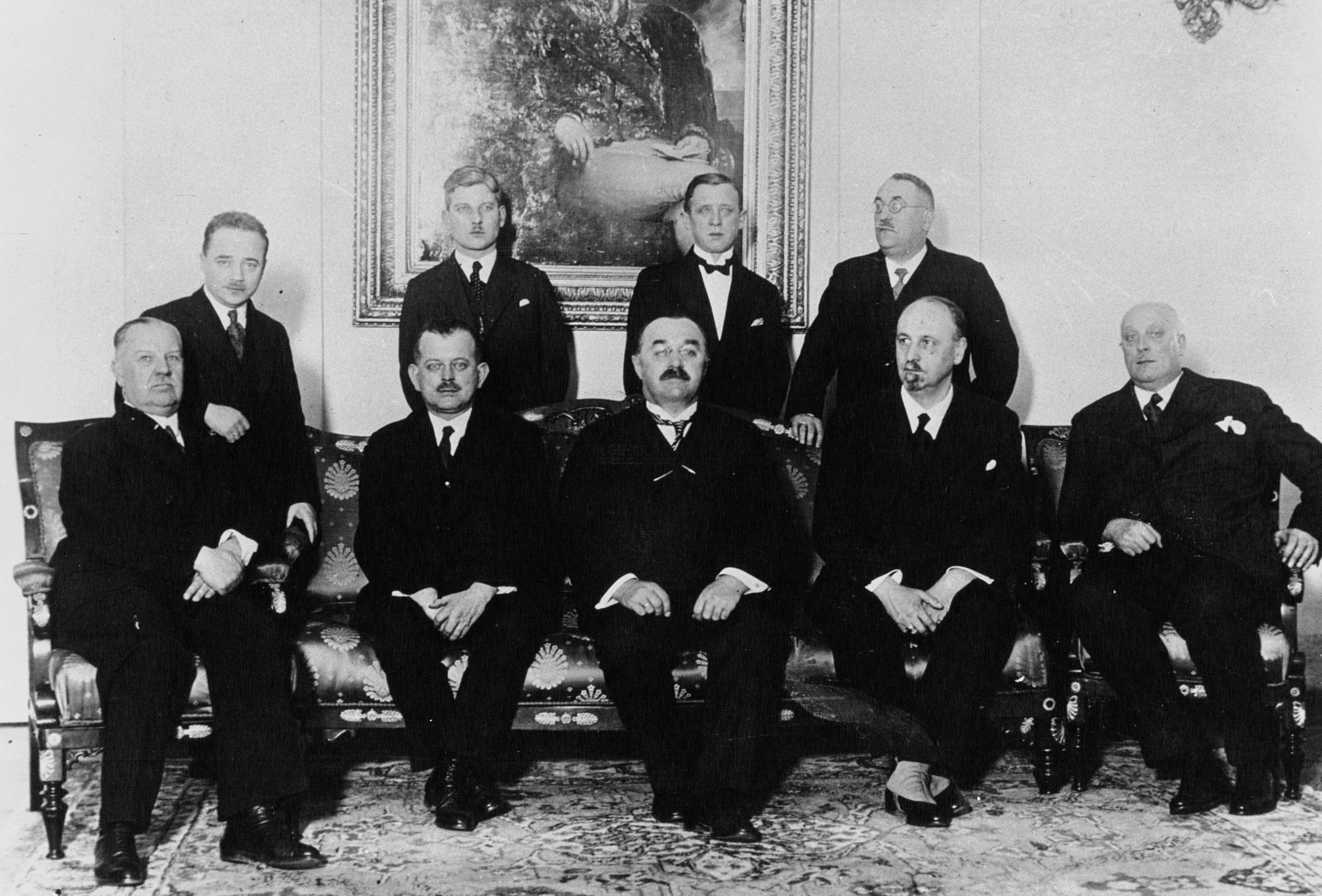
Kabinett Buresch mit Bundespräsident Wilhelm Miklas (1932)

Josef Resch (* 28. September 1880 in Wien; † 6. April 1939 ebenda) war ein österreichischer Jurist und Politiker der CS und VF.

## Leben

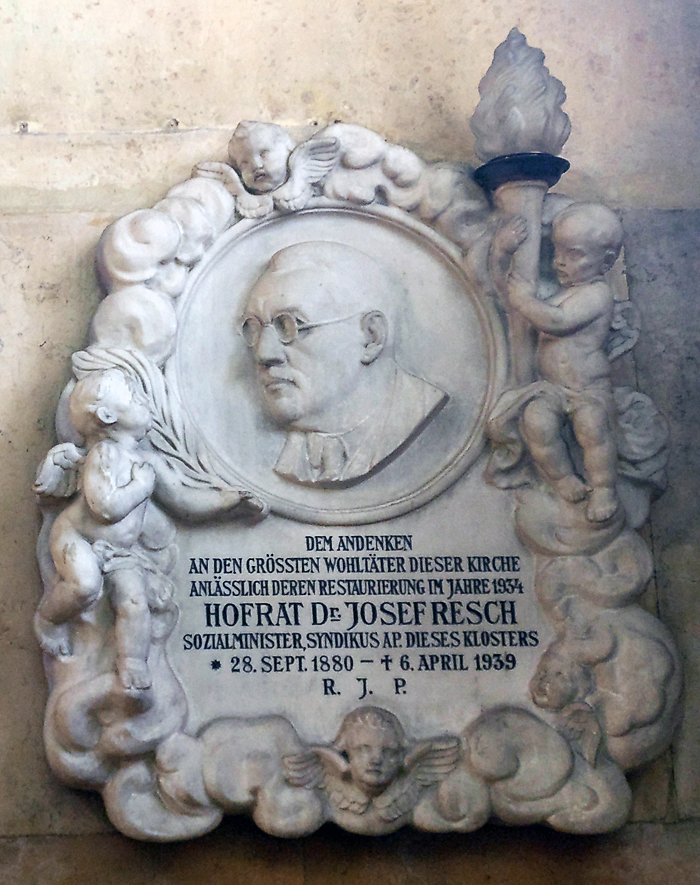
Gedenktafel für Josef Resch in der Franziskanerkirche Wien

Josef Resch erlernte nach dem Besuch der Volksschule und eines Gymnasiums den Beruf des Glasers. In der Folge absolvierte er ein Studium der Rechte an der Universität Wien, das er mit dem Akademischen Grad Dr. iur 1907 abschloss.
Als Versicherungsexperte war Resch von 1919 bis 1920 Unterstaatssekretär im Staatsamt für soziale Fürsorge. Mit einigen Unterbrechungen war Resch von 1920 bis 1938 insgesamt zehn Jahre Sozialminister. Im Jahr 1933 trat er zurück, weil er die Ausschaltung des Verfassungsgerichtshofs durch das austrofaschistische Regime nicht mittragen wollte. Anschließend war er Professor sowohl an der Technischen Hochschule wie auch an der Hochschule für Welthandel. 1935 war er Generalrat der Österreichischen Nationalbank. Ab 1934 war er Mitglied des Staatsrates und des Bundestages. Ab 14. Mai 1936 war wieder Sozialminister, während dieser Zeit ruhte sein Mandat in Staatsrat und Bundestag.

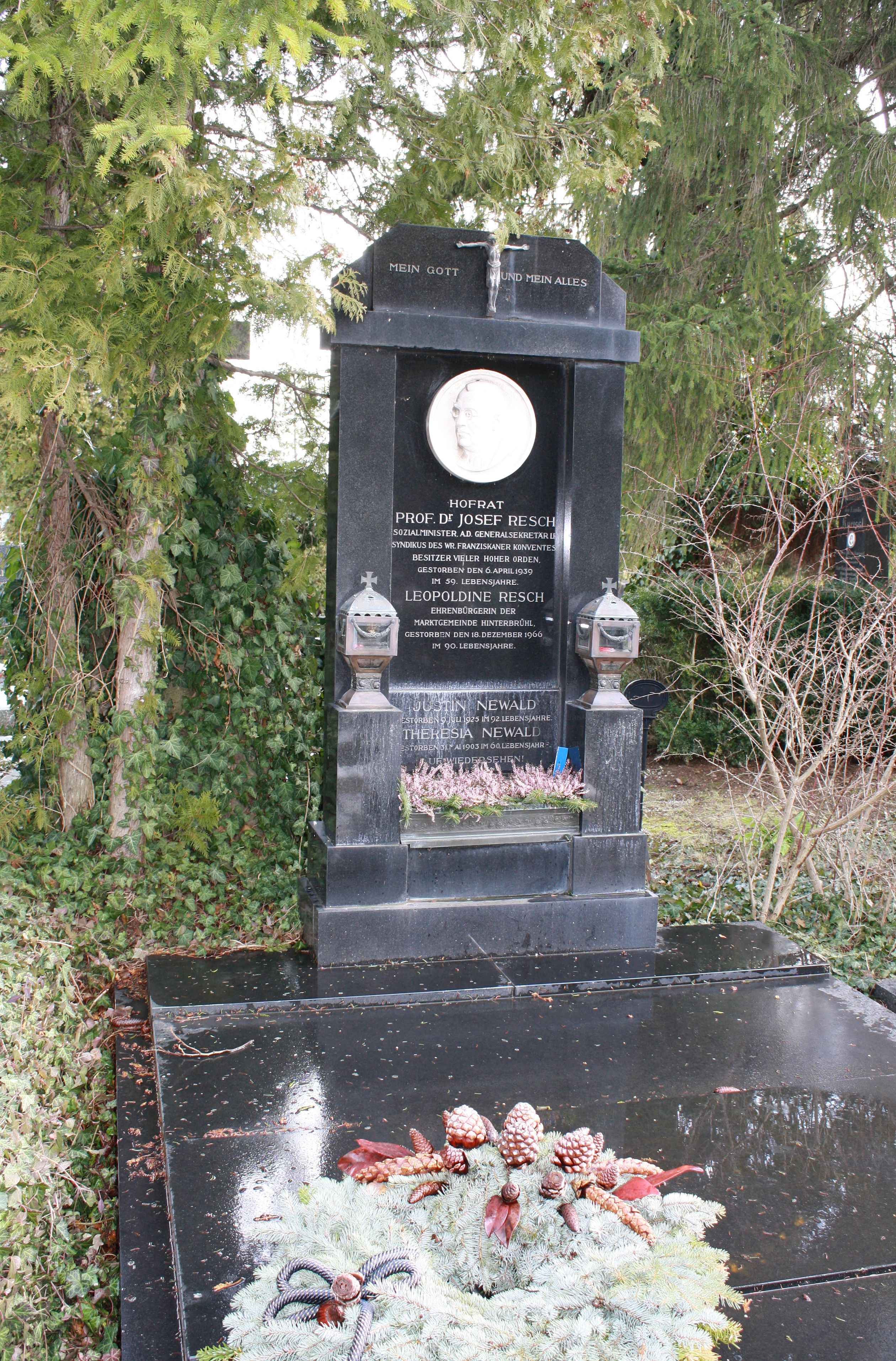
Grabmal in der Hinterbrühl

In zahlreichen Publikationen beschäftigte er sich mit der Bedeutung der Sozialversicherung.
Er war Ehrenmitglied der katholischen Studentenverbindungen KaV Norica Wien, KÖStV Austria Wien und KaV Austro-Peisonia Wien.
Nach dem „Anschluss“ Österreichs an den NS-Staat im März 1938 wurde Resch seiner Funktionen enthoben, entlassen und verhaftet. Er starb im Gefängnis.
Begraben liegt er auf dem Hinterbrühler Friedhof. 1949 benannte man den Dr.-Josef-Resch-Platz in Wien-Hernals nach ihm.

## Schriften
- Der gesetzliche Arbeiterschutz in Österreich, 1911
- Das Wohnrecht in Österreich, 1923
- Die Arbeiter-Unfallversicherung in Österreich, 1925
- Die Arbeitslosenversicherung in Österreich, 1926
- Einführung in die Sozialversicherung, 1934
- Die gewerbliche Sozialversicherung, 1935